# کیم (آریزونا)
کیم (به انگلیسی: Kim) یک منطقهٔ مسکونی در ایالات متحده آمریکا است که در آریزونا واقع شده‌است. کیم ۱۲۲ متر بالاتر از سطح دریا واقع شده‌است.